# ガーゴ・コーチニョ

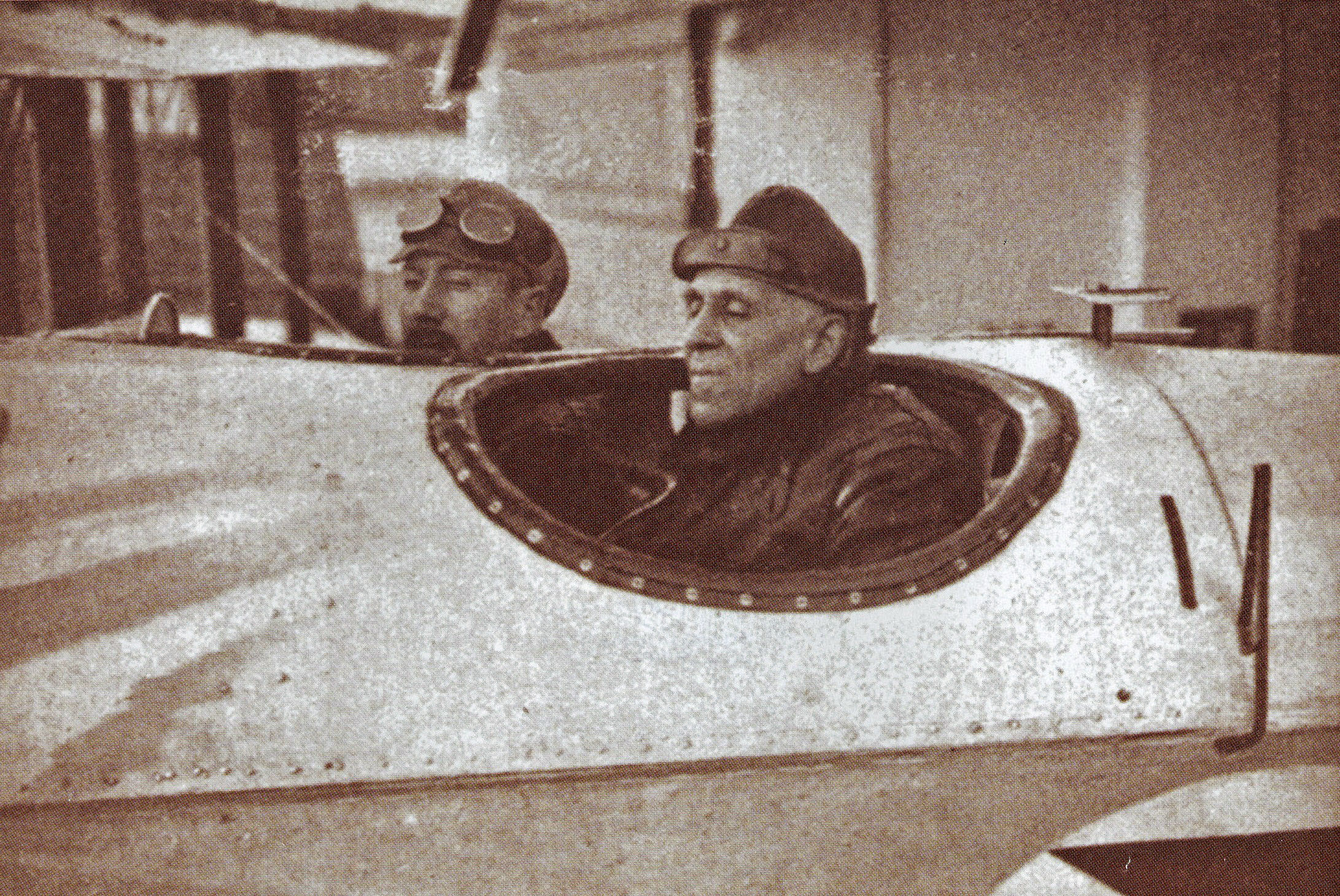
ガーゴ・コーチニョ（右)とサカドゥラ・カブラル（左）

南大西洋横断ルート

ガーゴ・コーチニョ（Carlos Viegas Gago Coutinho 、1869年2月17日 - 1959年2月18日）はポルトガルの軍人である。パイロットであり、1922年リスボンからリオデジャネイロまでの南大西洋横断飛行の航法士を務めた。
1915年から1918年までサントメ・プリンシペ近辺の測量任務を統率しており、この任務中に赤道がロラス島を横切っていることを発見した。この成果は『1915年から1918年のサントメ島における測量任務の報告』（ポルトガル語: Relatório da Missão Geodésica da Ilha de São Tomé 1915-1918 ）で発表されるとともに1919年の地図に反映された。このことはポルトガルの植民地における、実用的な測地学における最初に達成された事業だと考えられている。
1919年のアメリカ海軍のカーチスNC4飛行艇による22日間のニューヨーク・リスボン間の大西洋横断飛行の後、ポルトガル海軍は南大西洋横断飛行を企画した。イギリス製のフェアリーIII水上機の改造機で1922年3月30日サカドゥラ・カブラルとともにリスボンを出発した。カナリア諸島までの1,400kmを8時間半で飛び、4月4日には1,550kmを10時間かけて飛び、カボヴェルデ島に到着した。4月18日に2,500km先のフェルナンド・デ・ノローニャを目指したが、燃料不足でサンペドロ岩礁に不時着水し、機体も大破した。5月10日から替わりのフェアリー機で飛行を継続し、6月5日にブラジル本土に到着し、6月17日に最終目的地のリオデジャネイロに到着した。7,500kmを80日間で飛行した。

その功績から1926年にポルトガル海軍大学の校長に任命され、1939年まで軍人として務めた。没後、1978年から発行されていた20エスクード紙幣に肖像が印刷されていた。

## 関連図書
- 『わが心のキティホーク』木村秀政著